# Gonionotophis gabouensis
Espèce
Synonymes
- Mehelya gabouensis Trape & Mané, 2005

Statut de conservation UICN

 DD  : Données insuffisantes
Gonionotophis gabouensis est une espèce de serpents de la famille des Lamprophiidae.

## Répartition
Cette espèce est endémique du Sénégal.

## Publication originale
- Trape & Mané, 2005 : Une nouvelle espèce du genre Mehelya (Serpentes: Colubridae) de Haute-Casamance (Sénégal). Bulletin de la Société Herpétologique de France, vol. 115, p. 23-30.